# Saemundssonia scolopacisphaeopodis
Saemundssonia scolopacisphaeopodis är en insektsart. Saemundssonia scolopacisphaeopodis ingår i släktet Saemundssonia och familjen fjäderlöss. Utöver nominatformen finns också underarten S. s. scolopacisphaeopodis.